# Dekanat Krzeszowice
Dekanat Krzeszowice – jeden z 45 dekanatów w rzymskokatolickiej archidiecezji krakowskiej.

## Parafie
W skład dekanatu wchodzi 14 parafii:
- parafia Wniebowzięcia NMP – Filipowice
- parafia św. Mikołaja – Gorenice
- parafia św. Jana Pawła II – Krzeszowice
- parafia św. Marcina – Krzeszowice
- parafia Podwyższenia Krzyża Świętego – Nawojowa Góra
- parafia Zesłania Ducha Świętego – Nowa Góra
- parafia św. Faustyny Kowalskiej – Ostrężnica
- parafia Nawiedzenia NMP – Paczółtowice
- parafia św. Brata Alberta – Radwanowice
- parafia Wszystkich Świętych – Rudawa
- parafia św. Jakuba Apostoła – Sanka
- parafia św. Katarzyny – Tenczynek
- parafia św. Maksymiliana Kolbego – Wola Filipowska
- parafia św. Marii Magdaleny – Zalas

## Sąsiednie dekanaty
Babice, Bolechowice, Czernichów, Olkusz (diec. sosnowiecka), Sułoszowa (diec. sosnowiecka), Trzebinia